# Grande Prêmio da Áustria de 2014
O Grande Prêmio da Áustria de 2014 (formalmente denominado  Formula 1 Grosser Preis Von Österreich 2014) foi uma corrida realizada no Red Bull Ring, em Áustria, em 22 de junho de 2014. Foi a oitava corrida da Temporada de Fórmula 1 de 2014, e foi vencida pelo alemão Nico Rosberg, da Mercedes, seguido pelo inglês Lewis Hamilton, também da Mercedes. O finlandês Valtteri Bottas, da Williams, fechou o pódio.

## Pneus
| Nome do composto | Cor      | Cor | Banda de rolamento | Condições de condução         | Dry Type*    | Aderência      | Longevidade   |
| ---------------- | -------- | --- | ------------------ | ----------------------------- | ------------ | -------------- | ------------- |
| Super Macio      | Vermelho |     | Slick              | Seco                          | Option       | Mais aderência | Menos durável |
| Macio            | Amarelo  |     | Slick              | Seco                          | Prime/Option | Médio          | Médio         |
| Intermediário    | Verde    |     | Sulcos             | Molhado (água não estagnante) | x            | x              | x             |
| Chuva            | Azul     |     | Sulcos             | Molhado (água estagnante)     | x            | x              | x             |

## Resultados

### Treino Classificatório
| Pos.                     | Nu. | Piloto            | Construtor           | Q1       | Q2       | Q3       | Grid |
| ------------------------ | --- | ----------------- | -------------------- | -------- | -------- | -------- | ---- |
| 1                        | 19  | Felipe Massa      | Williams-Mercedes    | 1:10.292 | 1:09.239 | 1:08.759 | 1    |
| 2                        | 77  | Valtteri Bottas   | Williams-Mercedes    | 1:10.356 | 1:09.096 | 1:08.846 | 2    |
| 3                        | 6   | Nico Rosberg      | Mercedes             | 1:09.695 | 1:08.974 | 1:08.944 | 3    |
| 4                        | 14  | Fernando Alonso   | Ferrari              | 1:10.405 | 1:09.479 | 1:09.285 | 4    |
| 5                        | 3   | Daniel Ricciardo  | Red Bull-Renault     | 1:10.395 | 1:09.638 | 1:09.466 | 5    |
| 6                        | 20  | Kevin Magnussen   | McLaren-Mercedes     | 1:10.081 | 1:09.473 | 1:09.515 | 6    |
| 7                        | 26  | Daniil Kvyat      | Toro Rosso-Renault   | 1:09.678 | 1:09.490 | 1:09.619 | 7    |
| 8                        | 7   | Kimi Räikkönen    | Ferrari              | 1:10.285 | 1:09.657 | 1:10.795 | 8    |
| 9                        | 44  | Lewis Hamilton    | Mercedes             | 1:09.514 | 1:09.092 | No Time  | 9    |
| 10                       | 27  | Nico Hülkenberg   | Force India-Mercedes | 1:10.389 | 1:09.624 | No Time  | 10   |
| 11                       | 11  | Sergio Pérez      | Force India-Mercedes | 1:10.124 | 1:09.754 |          | 161  |
| 12                       | 22  | Jenson Button     | McLaren-Mercedes     | 1:10.252 | 1:09.780 |          | 11   |
| 13                       | 1   | Sebastian Vettel  | Red Bull-Renault     | 1:10.630 | 1:09.801 |          | 12   |
| 14                       | 13  | Pastor Maldonado  | Lotus-Renault        | 1:10.821 | 1:09.939 |          | 13   |
| 15                       | 25  | Jean-Éric Vergne  | Toro Rosso-Renault   | 1:10.161 | 1:10.073 |          | 14   |
| 16                       | 8   | Romain Grosjean   | Lotus-Renault        | 1:10.461 | 1:10.522 |          | 15   |
| 17                       | 99  | Adrian Sutil      | Sauber-Ferrari       | 1:10.774 |          |          | 17   |
| 18                       | 21  | Esteban Gutiérrez | Sauber-Ferrari       | 1:11.349 |          |          | 18   |
| 19                       | 17  | Jules Bianchi     | Marussia-Ferrari     | 1:11.412 |          |          | 19   |
| 20                       | 10  | Kamui Kobayashi   | Caterham-Renault     | 1:11.673 |          |          | 20   |
| 21                       | 4   | Max Chilton       | Marussia-Ferrari     | 1:11.775 |          |          | 222  |
| 22                       | 9   | Marcus Ericsson   | Caterham-Renault     | 1:12.560 |          |          | 21   |
| Tempo dos 107%: 1:14.379 |     |                   |                      |          |          |          |      |
| Fonte:                   |     |                   |                      |          |          |          |      |

Notas
- ↑1   - Sergio Pérez foi punido com a perda de 5 posições no grid por causar uma colisão com Felipe Massa no GP anterior, o GP do Canadá.[2]

- ↑2   - Max Chilton foi punido com a perda de 3 posições no grid por causar uma colisão com Jules Bianchi no GP anterior, o GP do Canadá.[3]

### Corrida
| Pos. | Nu. | Piloto            | Construtor           | Voltas | Tempo/Retirado | Grid | Pontos |
| ---- | --- | ----------------- | -------------------- | ------ | -------------- | ---- | ------ |
| 1    | 6   | Nico Rosberg      | Mercedes             | 71     | 1:27:54.976    | 3    | 25     |
| 2    | 44  | Lewis Hamilton    | Mercedes             | 71     | +1.932         | 9    | 18     |
| 3    | 77  | Valtteri Bottas   | Williams-Mercedes    | 71     | +8.172         | 2    | 15     |
| 4    | 19  | Felipe Massa      | Williams-Mercedes    | 71     | +17.358        | 1    | 12     |
| 5    | 14  | Fernando Alonso   | Ferrari              | 71     | +18.553        | 4    | 10     |
| 6    | 11  | Sergio Pérez      | Force India-Mercedes | 71     | +28.546        | 15   | 8      |
| 7    | 20  | Kevin Magnussen   | McLaren-Mercedes     | 71     | +32.031        | 6    | 6      |
| 8    | 3   | Daniel Ricciardo  | Red Bull-Renault     | 71     | +43.522        | 5    | 4      |
| 9    | 27  | Nico Hülkenberg   | Force India-Mercedes | 71     | +44.137        | 10   | 2      |
| 10   | 7   | Kimi Raikkonen    | Ferrari              | 71     | +47.777        | 8    | 1      |
| 11   | 22  | Jenson Button     | McLaren-Mercedes     | 71     | +50.966        | 11   |        |
| 12   | 13  | Pastor Maldonado  | Lotus-Renault        | 70     | +1 volta       | 13   |        |
| 13   | 99  | Adrian Sutil      | Sauber-Ferrari       | 70     | +1 volta       | 16   |        |
| 14   | 8   | Romain Grosjean   | Lotus-Renault        | 70     | +1 volta       | 22   |        |
| 15   | 17  | Jules Bianchi     | Marussia-Ferrari     | 69     | +2 voltas      | 18   |        |
| 16   | 10  | Kamui Kobayashi   | Caterham-Renault     | 69     | +2 voltas      | 19   |        |
| 17   | 4   | Max Chilton       | Marussia-Ferrari     | 69     | +2 voltas      | 21   |        |
| 18   | 9   | Marcus Ericsson   | Caterham-Renault     | 69     | +2 voltas      | 20   |        |
| 19   | 21  | Esteban Gutiérrez | Sauber-Ferrari       | 69     | +2 voltas      | 17   |        |
| Ret  | 25  | Jean-Éric Vergne  | Toro Rosso-Renault   | 59     | Freio          | 14   |        |
| Ret  | 1   | Sebastian Vettel  | Red Bull-Renault     | 34     | Abandono       | 12   |        |
| Ret  | 26  | Daniil Kvyat      | Toro Rosso-Renault   | 24     | Suspensão      | 7    |        |

## Volta de Liderança
- Nico Rosberg : 38 (27-40) e (48-71)
- Felipe Massa : 14 (1-13) e (42)
- Sergio Perez : 11 (16-26)
- Fernando Alonso : 5 (43-47)
- Valtteri Bottas : 3 (14-15) e (41)

## Curiosidades
- A equipe Williams não formava a primeira fila do grid de largada desde o Grande Prêmio da Alemanha de 2003, na ocasião com Juan Pablo Montoya em primeiro e Ralf Schumacher em segundo.
- Felipe Massa faz a pole position, sendo a primeira e única da equipe Williams na temporada, também a primeira do piloto desde o Grande Prêmio do Brasil de 2008 e sendo última pole position da carreira na Fórmula 1.
- Um brasileiro volta a fazer a pole position, fato que não ocorria desde o Grande Prêmio do Brasil 2009, na ocasião com  Rubens Barrichello.
- O piloto finlandês Valtteri Bottas, em seu 27º Grande Prêmio, classifica-se em seu primeiro pódio na categoria.
- Foi a 6º vitória de Nico Rosberg e ultrapassou os números de vitórias de seu pai, Keke Rosberg.